# تربية الأبناء

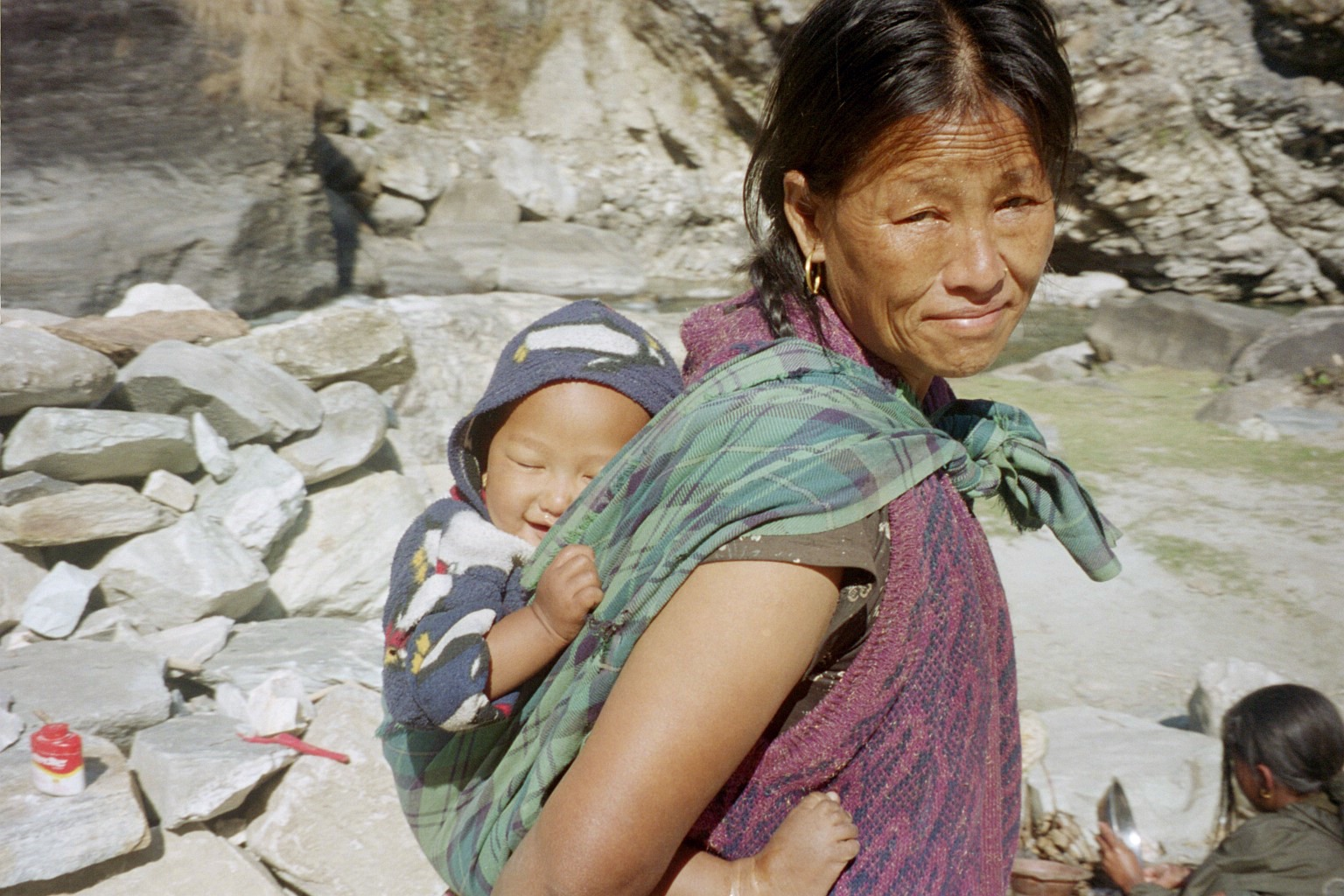
امرأة من النيبال تحمل رضيعها على ظهرها

طفل صغير يعمل كصبي ساعة في المكسيك

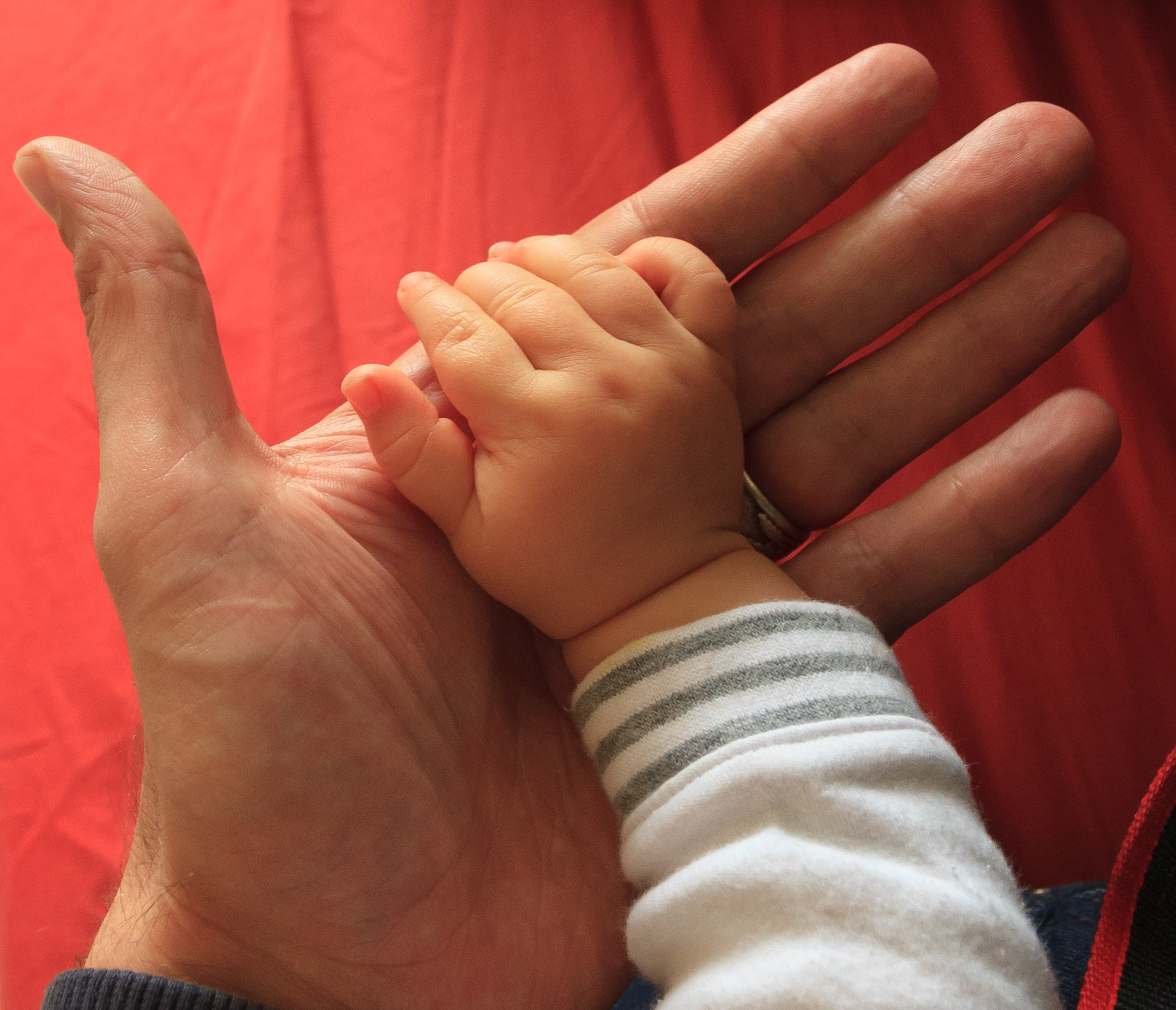
الأبوة مسؤولية مقدسة

التربية في اللغة: مشتقة من أصول ثلاثة:
«الأصل الأوّل»: ربا يربو، بمعنى زاد ونما
«الأصل الثاني»: رَبّ يَرُب بوزن مدّ يمُدّ، بمعنى أصلحه، وتولّى أمره، وساسه وقام عليه يقال: ربّ الشيء إذا أصلحه، وربّيت القوم أي: سُستَهم
«الأصل الثالث»: رَبِي يَربىَ على وزن خَفِي يَخْفَى، بمعنى نشأ وترعرع وهم زينة للآباء في الدنيا وذُخر لهم في الدار الآخرة.
الأبناءُ في اللغة: جمع ابن، وأصله بنو، قال بن فارس: الباء والنون والواو كلمة واحدة، وهو شيء يتولّد عن شيء كإبن الإنسان وغيره، إنالأبوةُ والأمومةُ أو (تربيةُ الأطفالِ) هي عمليةُ تعزيزِ ودعم التنشئية النفسية والجّسدية السّليمة لدى الطّفل ، وتعتبر الوراثة والمحيط والمجتمع من جملة العوامل الأساسية المؤثّرة في تشكّل شخصيّة الإنسان وبنيته الفكرية والروحية، وتتمتّع هذه العوامل بأهمّيّة ومساهمة عالية مؤثّرة في تربية الأبناء دينياً، هذه العوامل تشكّل القاعدة للتربية الدينيّة والأخلاقيّة وليست علّة تامّة لها مع التسليم بتأثيرها على الكثير من الأبعاد التربوية في شخصيّة الصّغيرِ والكبيرِ.
.

## العوامل المؤثرة على تربية الأطفال
العائلة هي أول عالم اجتماعي يواجهه الطفل، والأسرة لها دور كبير في التنشئة الاجتماعية، ولكنها ليست الوحيدة في أداء هذا الدور ولكن هناك الحضانة والمدرسة ووسائل الإعلام والمؤسسات المختلفة التي أخذت هذه الوظيفة من الأسرة؛ لذلك تعددت العوامل التي كان لها دور كبير في التنشئة الاجتماعية سواء كانت عوامل داخلية أم خارجية. هنالك عوامل اجتماعية أخرى كالثروة، والدخل تملك أقوى تأثير على أساليب تربية الأطفال وتستخدم من قبل والديهم
إنّ التربية من أهَم المهام المنوطة بالوالِدَين وأخطرها. ومع كل ما فيها من صعوبات وتعقيدات ومشاكل.
.
إنّ مجموع العوامل الخارجية التي تحيط بالإنسان، والتي تؤثِّر 	بشكل مباشر أو غير مباشر في تربيته، تُسمّى المحيط، وأهمّ هذه العوامل المحيطة:

### العوامل الداخلية
1. الدين: يؤثر الدين بصورة كبيرة في عملية التنشئة الاجتماعية وذلك بسبب اختلاف الأديان والطباع التي تنبع من كل دين؛ فعلى سبيل المثال يحرص الإسلام على تنشئة أفراده بالقرآن والسنة.
2. الأسرة: هي الوحدة الاجتماعية التي تهدف إلى المحافظة على النوع الإنساني؛ فهي أول ما يقابل الإنسان، وهي التي تسهم بشكل أساسي في تكوين شخصية الطفل من خلال التفاعل والعلاقات بين الأفراد؛ لذلك فهي أولى العوامل المؤثرة في التنشئة الاجتماعية، ويؤثر حجم الأسرة في عملية التنشئة الاجتماعية لاسيما في أساليب ممارستها حيث أن تناقص حجم الأسرة يعد عاملاً من عوامل زيادة الرعاية المبذولة للطفل.
3. نوع العلاقات الأسرية: تؤثر العلاقات الأسرية في عملية التنشئة الاجتماعية حيث أن السعادة الزوجية تؤدي إلى تماسك الأسرة، مما يخلق جواً يساعد على نمو الطفل بطريقة متكاملة.

### العوامل الخارجية
1. المؤسسات التعليمية: وتتمثل في دور الحضانة والمدارس والجامعات ومراكز التأهيل المختلفة.المدرسة كالعائلة أيضاً هي عاملٌ مهمٌّ على صعيد تربية الأطفال والأحداث، على الصعيد الجسدي والروحي. وتتكوَّن البيئة المدرسيّة من عناصر مختلفةٍ؛ من المعلّم، إلى المدير والناظر والمسؤول التربويّ والموظّفين والأصدقاء، والزملاء في الصفّ، وغيرهم بحيث يمكن أن يساهموا جميعهم أو بعضهم في تشكيل شخصي الطِّفل، وفي رسم معالم منظومته الفكرية والسلوكية. وربّما اتّخذ الطِّفل أيضاً أحد هذه العناصر قدوة وأسوة له في الحياة. ويُعدّ دور المعلّم في بناء البعد الأخلاقيّ أو هدمه عند الأولاد مهمّاً. فالمعلّم، وبسبب نفوذه المعنويّ، فهم يتأثّرون بشدّة بكافّة الحركات والسكنات والإشارات، وحتى 	الألفاظ التي يستخدمها المعلّم أثناء قيامه بوظيفته التعليميّة.
2. الرفاق والاصدقاء: حيث الأصدقاء من المدرسة أو الجامعة أو النادي أو الجيران وقاطني المكان نفسه وجماعات الفكر والعقيدة والتنظيمات المختلفة.[7]
3. دور العبادة: مثل المساجد والكنائس وغيرها، فإنّ الأجواء الدينيّة والمعنويّة الحاكمة على دور العبادة لها تأثير كبير في غرس النواة الأولى للتوجّهات الإيمانيّة والدينيّة في نفوس الأطفال والأحداث؛ كالمراسم الدينية، وجلسات الدعاء، وصلاة الجماعة، وأمثالها، التي توفّر الأرضية اللازمة للتربية 	الدينيّة والأخلاقيّة والإقبال نحو المعارف الدينية كالإسلاميّة. كما يؤدّي تواجد الشيوخ والمربّين مع الطلّاب في جلسات ومراسم كهذه إلى زيادة نسبة التأثّر والتأثير.
4. ثقافة المجتمع: لكل مجتمع ثقافته الخاصة المميزة له والتي تكون لها صلة وثيقة بشخصيات من يحتضنه من الأفراد؛ لذلك فثقافة المجتمع تؤثر بشكل أساسي في التنشئة وفي صنع الشخصية القومية.
5. الوضع السياسي والاقتصادي للمجتمع: حيث أنه كلما كان المجتمع أكثر هدوءاً واستقراراً ولديه الكفاءة الاقتصادية أسهم ذلك بشكل إيجابي في التنشئة الاجتماعية، وكلما اكتنفته الفوضى وعدم الاستقرار السياسي والاقتصادي كان العكس هو الصحيح.
6. وسائل الإعلام: ومن آثاره الغزو الثقافي الذي يتعرض له الأطفال من خلال وسائل الإعلام المختلفة ولاسيما التليفزيون، حيث يقوم بتشويه العديد من القيم التي اكتسبها الأطفال فضلاً عن تعليمهم العديد من القيم الأخرى الدخيلة على الثقافة وانتهاء عصر جدات زمان وحكاياتهن إلى عصر الحكاوي عن طريق الرسوم المتحركة.[7]

## أساليب التربية
إن التربية السليمة للأطفال تخلق جيلاً واعياً ومستقبلاً أفضل للأبناء، وكل أسرة تطمح أن تربي أبناءها تربية ممتازة وصالحة، ومما يساعد على تربيتهم وتنشئتهم بشكل سليم هو أن تكون للمربي أهداف واقعية غير خيالية تتماشى مع خصوصيات مراحل النمو واحتياجاتها كتنمية خصال الخير فيه وتوجيهه لبناء شخصية سوية جسمياً ونفسياً وروحياً وفكرياً. أسلوب التربية الأبوية هو المناخ العاطفي الشامل في المنزل.
في علم النفس التنموي (Diana Baumrind) حددت ثلاثة أنماط رئيسية لتربية الأطفال في بداية نمو الطفل: وهي الموثوقية، السلطوية، والمتساهلة. والتربية من المهمّات الصعبة الّتي يواجهها الوالدين بسبب تدخل الأهل في اسلوب التربية، فيجب على الوالدين أن يكونا على دِرَايَةٌ كامله بأساليب التربية الصحيحة، لتنشئة أبنائهم تنشئه صحيحه وسليمه.
.
- التربية المتسلطه وتأثيرها علي الطفل: هي طريقه تقليديه في التربية وسيطره الوالدين علي شخصيه الطفل ويقوم بفرض اوامر وقواعد غير قابله للنقاش، ويبالغون في التشديد علي أبنائهم لضبط سلوكهم.[13] وذلك الاسلوب من التربية يجعل الطفل يفقد ثقته بنفسه معتمداً علي والديه ولا يفكر ولكنه ينتظر موافقة الوالدين قبل أي خطوة.. وقد تظهر فجوة بين الآباء والأبناء وتكبر هذه المشكله كلما تقدم الأبناء في السن وتصبح لديه رغبة في التخلص من سيطرة الوالدين والتفرد بشخصية مستقلة بعيدة عن كل التوجيهات والأوامر.[13]
- التربية المتساهله وتأثيرها علي الطفل هي طريقه سهلة في التعامل لا يصر فيها الآباء على قواعد وسلوكيات معينة. فتغيب الحدود والضوابط، وفي هذا النوع من التربية الكثير من الحريّة والقليل من الإرشاد والنظام.يؤثر هذا الاسلوب من التربية علي الطفل بأن يصبح غير طائع ومتمرد، لا يضبطه أي قانون أو قواعد، يميل إلي الاندفاع وعندما يصبح في سن المراهقة يكون أكثر ميلا لتجارب مشينه مثل تناول المخدرات وغيرها.[13]
- التربية المتوازنه وتأثيرها علي الطفل في هذه الطريقة يتم دمج أفضل ما في التربية المتسلطة والتربية المتساهلة، وترك سلبياتهما. وهي طريقة تركز على الطفل ونضوجه وتطور قدراته. وهي تعني دعم استقلال الطفل ولكن في حدود معقولة.ويؤثر هذا الاسلوب في شخصيه الطفل بأنه يدعم ثقته بنفسه، والأطفال نتاج التربية المتوازنة يكونون معتمدين على أنفسهم ومستقلين ويتمتعون بفضول للتعلم والتجربة لكن في اطار الحدود والقواعد التي يضعها مع الأسرة.[13]

للتربية أساليب متعددة، منها:
| 1- الملاحظة : والمقصود بالتربية بالملاحظة ملاحقة الولد وملازمته في التكوين العقيدي والأخلاقي، ومراقبته وملاحظته في الإعداد النفسي والاجتماعي.كما ينبغي الحذر من التضييق على الولد ومرافقته في كل مكان وزمان؛ لأن الطفل وبخاصة المميز والمراهق يحب أن تثق به وتعتمد عليه، ويحب أن يكون رقيباً على نفسه، ومسؤولاً عن تصرفاته، بعيداً عن رقابة المربي، فتتاح له تلك الفرصة باعتدال. |
| 2- التربية بالعادة : الأصل في التربية بالعادة حديث النبي ﷺ في شأن الصلاة؛ لأن التكرار الذي يدوم ثلاث سنوات كفيل بغرس العبادة حتى تصبح عادة راسخة في النفس. |
| 3- التربية بالإشارة : تستخدم التربية بالإشارة في بعض المواقف كأن يخطئ الطفل خطأ أمام بعض الضيوف أو في مَجْمَع كبير، أو أن يكون أول مرة يصدر منه ذلك، فعندها تصبح نظرة الغضب كافية أو الإشارة خفية باليد؛ لأن إيقاع العقوبة قد يجعل الطفل معانداً. |
| 4- التربية بالموعظة وهدي السلف فيها : تعتمد الموعظة على جانبين، الأول: بيان الحق وتعرية المنكر. الثاني: إثارة الوجدان، فيتأثر الطفل بتصحيح الخطأ وبيان الحق وتقل أخطاؤه، وأما إثارة الوجدان فتعمل عملها؛ لأن النفس فيها استعداد للتأثر بما يُلقى إليها، والموعظة تدفع الطفل إلى العمل المرغب فيه التربيةالتربية الإسلامية                                                      |

- الحرص على بناء وتنمية الذكاء الوجداني، ويكون ذلك بإشباع حاجات الطفل الطبيعية من الأمن والإستقرار لتحقيق السكينة النفسية والاجتماعية، فقد أثبتت الدراسات النفسية أن الشخص الذي يعيش حرماناً عاطفياً في طفولتهِ يصعب عليه محبة الآخرين أو تقبُّل محبتهم له، لذلك يجب وضع الطفل منذ اليوم الأول من ولادتهِ موضع حب للأسرة بكاملها وذلك عند طريق عدة وسائل وتصرفات مثل:

1. القبلة والرأفة والرحمة بالطفل.
2. المداعبة والممازحة واللعب مع الطفل.[14]

- استخدام لغة الطفل وصوته في الكلام كثيراً فرغم أن الطفل قد لايستطيع بعد أن يتحدث مثل الكبار، إلا أنه يفهمهم جيداً.[14]
- تذكر أن الأطفال قليلوا التركيز ويتشتت انتباههم بسهولة وبسرعة، فحاولي أن يكون حديثك معهم بسيطاً وسريعاً وليس معقداً.
- ركّز على بناء العلاقة الإيجابية، فلا يمكن تصور أي تربية إلا بوجود علاقة تفاعلية انسجامية بين المتواصلين وهذا لا يمكن حسمه إلا كثمرة يقطفها أطفالنا من سلوكياتنا معهم وذلك عن طريق:

1. التعبير له عن المحبة: فليس المهم أن نحب أبناءنا ولكن المهم أن نعبر لهم عن هذه المحبة بالكلمة والسلوك.[14]
2. اعتباره كياناً مستقلاً معتمداً على ذاته من خلال تعاملنا معه مما يكسبه ثقة في نفسه.
3. عدم اللجوء إلى انتقاد تصرفاته باستمرار، بل العمل على توجيهه برحمة وقبوله كما هو بأخطائه وليس بإنجازاته[14]

### الوسائل العلمية لتربية الأولاد
تربية الأطفال بالقدوةفالطفل يأخذ من أبويه ومربيه القدوة فإنه يتشرب المبادئ منهم، والتربية بالقدوة تكون بقدوة الأبوين، وقدوة الرفقة الصالحة، وقدوة المعلم، وقدوة الأخ الأكبر.
تربية الأطفال بالعادة السليمةإذا توفر للطفل عامل التربية وعامل البيئة فإن ذلك له أثره الطيب ونشأته النشأة الصحيحة والتربية بالعادة تكون بالتقليد والتعويد.

## أساليب تعزيز ثقة الطفل بنفسه
- لا بدّ أن تكون البداية مع الطفل صحيحة، بحيث يطلق الأبوين عليه اسماً جميلاً وليّس سخيفاً، لأنه سيلازمه طوال عمره.
- لا تتوقع من الطفل أن يكون دائم الاستقامة وتصرفاته عقلانية، في النهاية هنالك شقاوة الأطفال وبراءتهم الممزوجة بطبيعتهم.
- على الأبوين أن ينصتا لحديث طفلهم ولا يقاطعانه، ولا بدّ أن يشعر الطفل باهتمامهم له ولما يقوله.
- لكلّ طفل دمية مفضلة، لذا من الجميل أن يشعر باهتمام أبويه بها والسؤال عنها وعدم التقليل من شأنها.
- الطفل دائماً معرّض للفشل أو الخطأ، لا بدّ أن يكون الأبوين مصدر دعم وتشجيع له للمحاولة مراراً وتكراراً وتوجيهه.
- لا بدّ من الاحتفال بنجاح الطفل حتى لو كان هذا النجاح بسيطاً.
- لا بدّ من تقبّل الطفل كما هو، وتجنّب مقارنته بغيّره فهذا من شأنه أن يضعف ثقته بقدراته.
- - إذا ارتكب الطفل خطأ ما فلا يجب تأنيبه إلى تلك الدرجة التي يشعر فيها بأنّه شخص سيء، لذا لا بدّ من اللجوء إلى الأساليب الحديثة في التربية.

## الممارسات التربوية

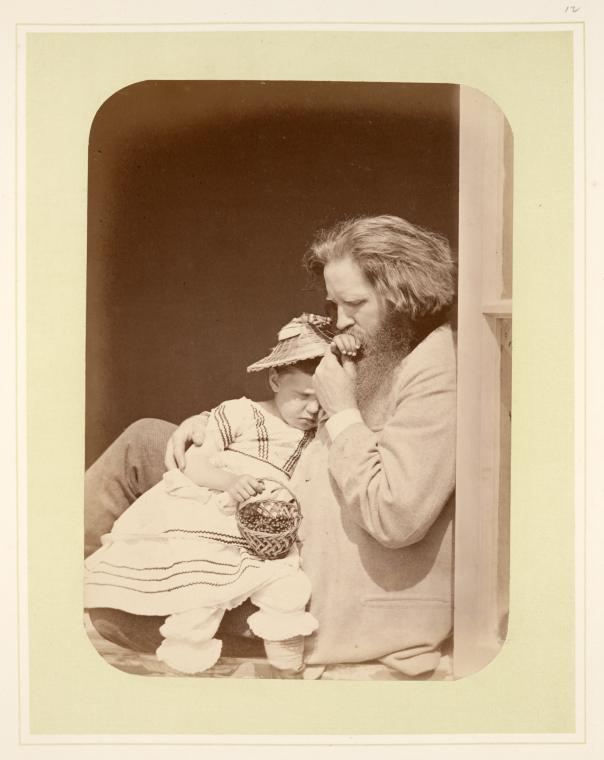
أب وطفل

والناس في ذلك بين إفراط وتفريط. فالبعض يفضِّل الأسلوب الصارم واستعمال «العصا» مع الجيل الجديد ويراها طريقة أفضل من اللجوء إلى الأساليب التربوية والنفسية التي ينادي بها الغرب. وحقيقة أن الفريقين قد جانبا الصواب في التربية الصحيحة.
فلا اللين الدائم ولا القسوة المفرطة يمكن أن يُنبِتا طفلاً سليماً واثقاً بنفسه قادراً على خوض غمار الحياة. وهنا يقع على الأهل العبء الأكبر في تحمّل مسؤولياتهم تجاه أطفالهم. فهم بحاجة إلى التعرّف على كافة مراحل نمو الأطفال وما يحتاجونه في كل مرحلة حتى يستطيعوا تفهّم سلوكياتهم فيتم توجيههم وإرشادهم [بحاجة لمصدر]

## أخطاء الطفل
ولو عدنا إلى أسباب الخطأ الذي يرتكبه الطفل فإننا نجد مردّه إمّا فكرياً كأن لا يوجد عند الطفل مفهوم صحيح عن الشيء.
وإمّا أن يكون عملياً كأن يقوم بعمل فلا يجيده.
وإما أن يكون الخطأ نابع عن إرادة جازمة من الطفل وإصرار على الخطأ. ولكلّ نوعٍ طريقة في التعامل.

### كيف تغيِّر سلوك الطفل
وقد صنَّف الأستاذ محمد ديماس في كتابه «كيف تغيِّر سلوك طفلك» ثلاثة عشر وسيلة تربوية للتغيير من الأخف إلى الأشد وهي باختصار مايلي:
| 1- التعريض: وهو أن ينقد المربي السلوك الخاطئ من دون أن ينقد الطفل أو يوجّه إليه الحديث مباشرة وبذلك يكون هناك فرصة للطفل لمراجعة سلوكه وتصحيح خطئه. 2- التوجيه المباشر: ضمن أُطر كمجالسة الطفل والتحاور معه والحرص على قوة الامتزاج النفسي بين الطفل والمربي وبذلك يتقبّل ما يمليه عليه من توجيهات سلوكية وايمانية وتربوية. 3- التوبيخ: على أن يكون بدون استهزاء وتحقير لشخصية الطفل واختصاره بكلمات قليلة تُقال بدون انفعال. ويكون التوبيخ بالاقتراب من الولد والنظر في عينيه نظرة حادة ثم التعبير عن مشاعر الاستياء الكلامي وتسمية السلوك المنافي المرتكَب منه. 4- المقاطعة: وهذا الأسلوب يعتمد مقاطعة الأسرة مثلاً له. 5- العقاب الذاتي: بحيث يُترَك الطفل يتحمل نتائج سلوكه السيئ حتى يرتدع على أن لا يكون هناك خطراً عليه من تحمّله نتائج هذه التصرفات الخاطئة. 6- العقاب المنطقي: وهو معاقبة سلوك الطفل بسلوك آخر منطقي على أن لا يعرّض الطفل لمخاطر فمن الأهمية بمكان تجنب نتيجة تكون شديدة الوقع أو تستمر لمدة طويلة. فمثلاً إذا منع الأهل الطفل من ركوب الدراجة في الشارع خوفاً عليه ولم يخضع للكلام وركبها يتمّ عقابه بحرمانه من ركوب الدراجة لفترة معينة. 7- العقاب غير المنطقي: ونعني به معاقبة سلوك الطفل بسلوك آخر غير منطقي ويُستعمل حين تكون النتائج المنطقية غير مجدية. مثال على ذلك ان نحرم الطفل من مشاهدة التلفاز ليومين لأنه كذب على والدَيه.. ومن المهم هنا أن يطلب المربي من الطفل أن يكرر بصوت عال السلوك السيئ الذي يمارسه وأيضاً العقوبة التي ستنزل به إذا ما مارس ذلك السلوك. | 8- التشبع: هو عبارة عن استبعاد حالات الحرمان. فإن حصل الطفل على اهتمام وتدعيم كاف على السلوك المرغوب ولم يحصل على تدعيم أو انطفاء على السلوك غير المرغوب فهذا من شأنه أن يعزز عندهم القيام بالسلوك المرغوب والابتعاد عن السلوك غير المرغوب. 9- الانطفاء: وهو تجاهل الطفل حين يعمل شيئاً لا نريد أن يعمله لأن تجاهل كثير من جوانب السلوك المزعجة سيؤدي إلى اختفائها تدريجياً خاصة ان كان السلوك الخاطئ هو عبارة عن محاولة للطفل الضغط على مشاعر الأهل ليلبوا مطالبه. 10- تجنب الموقف المثير: عن طريق تجنب الظروف التي تؤدي إلى حدوث السلوك غير المرغوب فيه. 11- تشريط السلوك المخالف: وهو عبارة عن السلوك الذي يمنع السلوك غير المرغوب من الحدوث. أي أن المربي يعطي السلوك الصحيح في نفس الوقت الذي يصدر عن الطفل السلوك الخاطئ ولا يستجيب للطفل الا إذا استجاب للسلوك الصحيح. 12- فرض عقوبة الحجز: وهذا الأسلوب يتلخّص بحجز اللعبة المتخاصم عليها – مثلا - بدلا من معاقبة أحد الطفلين أو كليهما. 13- آخر الدواء العقاب: والعقوبة الجسدية تكون بالضرب والتهديد والزجر والصراخ في وجه الطفل عندما يصدر منه سلوك غير مرغوب فيه. |

- ونلاحظ هنا أن الصراخ يعتبره علماء النفس التربوي من أشد العقوبات لِما فيه من إهانة للطفل وما له من آثار سلبية على تقديره الذاتي وتحطيم لمعنوياته والتشكيك في قدراته وسحب لثقته بنفسه وإلغاء التواصل بينه وبين الأهل.. وعواقبه قد تفوق أحياناً الضرب.. وهو لا يؤدي إلى النتيجة المرجوّة من تغيير السلوك حيث أن الطفل يركِّز على تفادي الصوت المرتفع وردّة فعل الأهل أكثر من التفكير بالسلوك السيئ نفسه. بينما نرى الأهل أول ما يبادرون إليه حين يقوم الابن بسلوك خاطئ هو الصراخ في وجهه ويعتبرونه أمراً طبيعياً للتأديب!

## التعامل مع غضب الأطفال
ماذا تفعل في حالة حدوث نوبة من الغضب والعصبية لدى طفلكِ
- تذكر أن ثورة طفلكِ العارمة ترعبه رعباً جماً واحرص على ألا يؤذي نفسه أو يؤذي أي شخص أو شيء آخر، ولو خرج طفلكِ من إحدى تلك النوبات العصبية ليكتشف أنه قد ضرب رأسه، فسيرى هذا التخريب برهاناً على قوتهِ الهائلة ودليل على عدم قدرتكِ على السيطرة عليهِ وإبقائه آمناً عندما يكون خارجاً عن شعوره.[16]
- المحافظة على سلامة طفلكِ في هذه الأثناء إذا قمتِ بالإمساكِ به برفق على الأرض وعندما يهدأ يجد نفسه بالقرب منكِ ويرى أن شيئاً لم يتغير مع هذه العاصفة، وشيئاً فشيئاً سوف يسترخي ويلجأ إلى حضنكِ ويرتمي بين ذراعيكِ، وسرعان ما تتحول صرخاته إلى نحيب.
- بعض الأطفال يجب أن يتم مسكهم أثناء نوبة الغضب والعصبية فيقودهم الحصار الجسدي إلى مستويات أعلى من الغضب مما يزيد الأمر سوءً، فإذا كانت ردة فعل طفلكِ مماثلة لما سبق وصفه، لا تصري على السيطرة الجسدية عليه، فقط قومي بإزالة أي شيء قد يكسره وحاولي حمايته من إلحاق الأذى الجسدي بنفسه، ولا تحاولي مجادلة.[16]

التعامل بعفوية مع نوبات غضب الأطفال
إفترض أن طفلكِ لن يُصاب بنوبات من الغضب والعصبية؛ أي تصرف وكأنكِ لم تسمعي قط بهذه الأشياء ثم تعامل معها عند حدوثها على أنها فاصل مزعج أثناء أحداث اليوم العادية.سوف يتحول طفلكِ إلى إنسان عاقل وقادر على التواصل، فقط امنحيه الوقت اللازم حتى يحقق ذلك.

### تربية الطفل العنيد
يتصف الكثير من الأطفال بعنادهم وخصوصاً عندما يطلب منهم القيام بأمر ما أو الكف عن بعض الحركات والتصرفات ويكون السبب الرئيسي في العادة لعناد الطفل هو الرغبة في لفت النظر.
إذا إردت أن تساعدي طفلك لأن يكون طفلاً عادياً ويبتعد عن العناد يجب عليك التمرن على بعض المهارات في كيفية التعامل معه، تجنبي إعطاء أوامر كثيرة في الوقت نفسه. الحرص على جذب انتباه طفلك ويمكن أن تقومي بذلك مثلاً بأن تقدمي له شيئاً يحبه مثل لعبة صغيرة ثم تطلبي منه ما تريدين بأسلوب لطيف.Page text.

## العقوبة الجسدية أو الضرب
حتى في حال اضطرار الأهل للجوء إلى هذا الأمر كحل نهائي فعليهم أن يتدرّجوا في استخدامه فلا يقعون عل ى الطفل بالضرب المبرِح ويستعملون الآلات الحادة. فالضرب المباح هو الذي لا يسبب آثار سلبية نفسية كانت أو جسدية يعاني منها الطفل لربما إلى آخر حياته. ودعونا نفصِّل قليلاً أمر العقاب الجسدي وحيثياته. فعلى الأهل مراعاة النقاط الآتية:
| - إبقاء السوط معلّقاً في البيت للتخويف فقد قال الرسول ﷺ «علِّقوا السوط حيث يراه أهل البيت فإنه أدب لهم». - إذا أصرّ الطفل على ارتكاب الخطأ فكخطوة أولى على الأهل أن يُظهِروا أداة العقوبة كالسوط أو العصا مثلاً فبذلك يسارع الطفل خوفاً إلى تصحيح سلوكه. - شدّ الأُذُن: من الممكن أن تكون أول عقوبة جسدية فحين يتألم الطفل يخاف من إعادة السلوك الخاطئ. وقد استعمله الحبيب حين أكل عبد الله بن بُسْر المازني من العنب. - أما إذا بقي معانداً بعد هذا فيمكن اعتماد الضرب كعقوبة رادعة على أن متّبِعة لقواعد أهمها: - عمر الطفل عشرة وما فوق فالصغير غير العاقل لا يُضرَب - أن لا يكون مكرراً بحيث يفقد فعاليته وهيبته | - أن لا يكون للتشفّي والانتقام وتفريغ شحنات غضب الأهل - أن لا يتعدّى عدد الضربات الثلاث - أن لا يكون بآلة حادة تشق الجلد - أن لا يرفع المؤدِّب آلة الضرب فوق إبطه حتى لا تكون الضربة قوية تسبِّب الألم المبرِح - أن لا يكون في محل واحد - أن يكون هناك زمن بين الضربتين فلا تكون الضربة الثانية حتى يخفّ ألم الضربة الأولى - أن يتّقي الضارب الوجه والفرج والرأس (ويُفضَّل الكفّين والرجلين فقط) - أن يتوقف المؤدِّب عن الضرب إذا ذكر الطفلُ رب العزّة سبحانه وتعالى |

### التدرّج في الوسائل التربوية
إن لجوء الأهل مباشرة إلى الضرب دون التدرّج في الوسائل التربوية من الأخف إلى الأشد – على حسب الحالة – عائدٌ إلى الاعتقاد السائد أن الضرب له نتائج سريعة لتعديل السلوك بينما الحقيقة هي أنه الأسلوب الأسهل لانتهاجه في ظل الضغوطات والمسؤوليات المُلقاة على عاتق الأهل فلا يكلِّفوا أنفسهم عناء التوجيه والصبر على الأولاد والتفتيش عن الباعث الذي أدّى إلى الخطأ لعلاج المشكلة الحقيقية في السلوك.

### إرشادات
| - على الأهل إثابة السلوك الجيد قبل المحاسبة على السلوك السيئ - بناء العلاقة المتينة بين الأهل والأطفال كفيلة بتعزيز التقدير الذاتي للطفل وتقبّله التوجيه من الأهل دون الحاجة إلى الضرب والتوبيخ - لا يجب العزوف عن العقوبة بسبب الدلال أو خوف الأهل على الطفل فالسكوت هو إثابة ضمنية على السلوك السيء - يجب التركيز عند العقاب على رفض السلوك السيء وليس شخص الطفل نفسه وإفهام الطفل أنني كمربّي أكره السلوك ولكني أحبه كشخص - يُمكِن استخدام التخويف بجميع درجاته كالتهديد بعدم رضاء الله تعالى - مراعاة الحالة الفيزيولوجية للطفل لأنها قد تكون السبب في المشكلات السلوكية كالتعب والجوع - انتهاج وبقوة مبدأ الحوار مع الطفل وبذلك يشعر بتقدير لذاته فينمو هذا التقدير ويصبح سلوكه مرغوباً فيه فحين يقتنع بما يقول المربّي تصبِح القِيَم مترسِّخة داخله | - التأكيد على شرح لِم هذا السلوك خاطئ وضرورة إعطاء السلوك البديل حالاً - عدم تهديد الأطفال بوالدهم كعقاب لأنهم سيخافون منه بعد ذلك وتنتفي العلاقة الأبوية في حياة الأطفال - العقاب لا يكون على سلوك خاطئ قام به الطفل لأول مرة - التأكيد على عدم الضرب أمام أصدقاء الطفل حتى لا يشعر بالمهانة - مراعاة الخصائص الشخصية المميزة للطفل حين اختيار نوع العقاب فما ينفع مع طفل قد لا ينفع بالضرورة مع آخر - تركيز الأهل على الإيجابيات لتعزيز ثقة الطفل بنفسه بل البحث عنها وابرازها بدلا من الاقتصار على تتبّع السلبيات والسلوكيات الخاطئة |

### عواقب الضرب
إن للضرب عواقب وخيمة على الصعيد النفسي والجسدي إن كان خارج الأسس التي يجب اعتمادها وقد تؤدّي إلى انهيار نفسية الطفل وتحطيم مستقبله. ومن مخاطر العقاب ما يلي:
| - الهروب من تكاليف الحياة - فقدان تقديره الذاتي وتدني مستوى احترام الذت - عدم التعبير عن القدرات الكامنة - انعدام الاستقرار النفسي - عدم تحمّل المسؤولية - فقدان الثقة بالنفس والغير - توليد الكراهية في النفس وعدم قبول الآخر - استخدام العنف كوسيلة لتحقيق الهدف وحل المشاكل | - الكآبة والقلق والخوف - الرفض والعصيان والعدائية - اهتزاز الشخصية - عدم النضج الانفعالي - الكره والعدوانية - عدم القدرة على مواجهة الأحداث والمواقف - الرهبة من اتخاذ القرار - الضرب المبرِح بآلات حادة وفي أماكن حساسة قد يؤدي أيضاً إلى أمراض عضوية كارتجاج الدماغ وتلف العضلات والأعصاب أو العمود الفقري والأوعية الدموية.. إلخ |

## أخطاء شائعة في التربية
الحماية الزائدة: يقع الأم والأب في خطر القلق الزائد على طفلهم من كل وأي شيء يحيط بالطفل ويتعرض له، وهذا ينتج عنه الكثير، يجعلوا الطفل يعتمد عليهم في كل شيء لأنهم يقومون بكل شيء بالنيابة عنه.
 التسلط: معظم الأمهات تفرض على أطفالها كل شيء بحجة أنهم مازالوا أطفال ولا يعرفون شيء، كل هذا يضعف شخصية الطفل ويجعله يشعر بعدم قيمته وبالمهانة.
التمييز بين الأبناء: كثير من الأسر تعامل الذكور معاملة غير الإناث، كما أنهم يعاملون الطفل الأكبر على أنه راشد والطفل الصغير من حقه التدليل فقط.
إثارة الألم النفسي للطفل: العقاب المستمر للطفل، والتقليل من أهميته وعدم شعوره بقيمته في الأسرة كل هذا يجعل له ألم نفسي بالإضافة لتوجيه الكلمات الجارحة له أمام الأقارب والأصحاب.
التناقض: فهو من الأمور الهامة جداً، فقد يطلب الأب من ابنه عدم الكذب، وفي نفس الوقت يرن هاتف الأب ويطلب من ابنه أن يجيب ويقول بأنه ليس في المنزل.
الإهمال: فعكس ما ذكرناه من الاهتمام الزائد بالطفل والقيام بكل ما يخصه، فالأم والأب قد يهملوا طفلهم ويهملوا جوانب مهمه في شخصيته.
التذبذب في معاملة الطفل: قد تترك بعض الأمهات طفلها بأن تتركه يفعل ما يريد أو أن تعاقبه على موقف معين أمام الضيوف، ولكن نفس الموقف عندما يصدر من الطفل في عدم وجود ضيوف لا تعاقبه.
التدليل: كثير من الأسر تجعل كل مطالب الطفل مجابة خاصة إذا كان الطفل الأصغر أو الوحيد ولكن ترتيبه ونوعه لا يعني استجابتك لكل طلباته بدافع الحب وعدم الحرمان وهذا سيجعله اتكالي.